# Natalia Ivanova (esgrimidora)
Natalia Ivanova –en ruso, Наталья Иванова– (2 de agosto de 1970) es una deportista rusa que compitió en esgrima, especialista en la modalidad de espada. Ganó una medalla de plata en el Campeonato Europeo de Esgrima de 1999, en la prueba por equipos.

## Palmarés internacional
| Campeonato Europeo | Campeonato Europeo | Campeonato Europeo | Campeonato Europeo |
| Año                | Lugar              | Medalla            | Prueba             |
| ------------------ | ------------------ | ------------------ | ------------------ |
| 1999               | Bolzano (Italia)   | Medalla de plata   | Espada por equipos |